# IC 3350
IC 3350 је појединачна звијезда у сазвјежђу Дјевица која се налази на листи објеката дубоког неба у Индекс каталогу.
Деклинација објекта је + 9° 26' 33" а ректасцензија 12h 26m 46,5s.